# فرانز برورسون
فرانز برورسون (بالسويدية: Franz Brorsson) (30 يناير 1996 في السويد - ) هو لاعب كرة قدم سويدي في مركز الدفاع. شارك مع منتخب السويد تحت 17 سنة لكرة القدم ومنتخب السويد تحت 19 سنة لكرة القدم. أما مع النوادي، فقد لعب مع نادي مالمو.

## روابط خارجية
- فرانز برورسون على موقع الاتحاد الأوربي (الإنجليزية)
- فرانز برورسون على موقع اتحاد السويد (السويدية)
- فرانز برورسون على موقع قاعدة بيانات كرة القدم.إي يو (الإنجليزية)
- فرانز برورسون على موقع ناشيونال فوتبول تيمز (الإنجليزية)
- فرانز برورسون على موقع Soccerway.com (الإنجليزية)
- فرانز برورسون على موقع AS.com (الإسبانية)